# Rachel Starr
Rachel Starr (Burleson, Texas, 26 de noviembre de 1983) es el nombre artístico de Brandy Michelle Hargrove, una actriz pornográfica estadounidense.

## Biografía
Rachel fue descubierta por el actor de cine adulto Jack Venice cuando trabajaba como estríper en California.
Starr comenzó a actuar en películas de hardcore explícitas a los 23 años en 2007, ella ha aparecido en las escenas de X-rated para empresas tan notables como Brazzers, Bang Producciones, Jules Jordan Video y Red Light District. Rachel tiene varios tatuajes, así como pírsines en el ombligo, la lengua, el clítoris y ambos orificios nasales. Por otra parte, Starr fue nominada para AVN Awards a la Mejor escena de sexo en grupo en el año 2009 y Mejor escena de sexo entre tres personas en 2011.
En septiembre de 2016, Starr firmó un contrato exclusivo por dos años con Naughty America, durante este tiempo, realizó cerca de 50 escenas de realidad virtual. El 1 de agosto de 2020, firmó por un año con Brazzers, sin embargo, el contrato se extendió debido a las restricciones impuestas a la producción debido a la pandemia de COVID-19. En noviembre de 2021, FanCentro la contrató como embajadora de la marca para promocionar su plataforma.
En 2022, Starr es incluida en el Salón de la Fama de AVN, luego de su nominación como MILF del año y Mejor personalidad de las redes sociales en los Premios Fleshbot 2021.
Ha trabajado con estrellas como Lela Star, Tory Lane, Claire Dames, Kendra Lust y Lexi Belle.